# Ehe

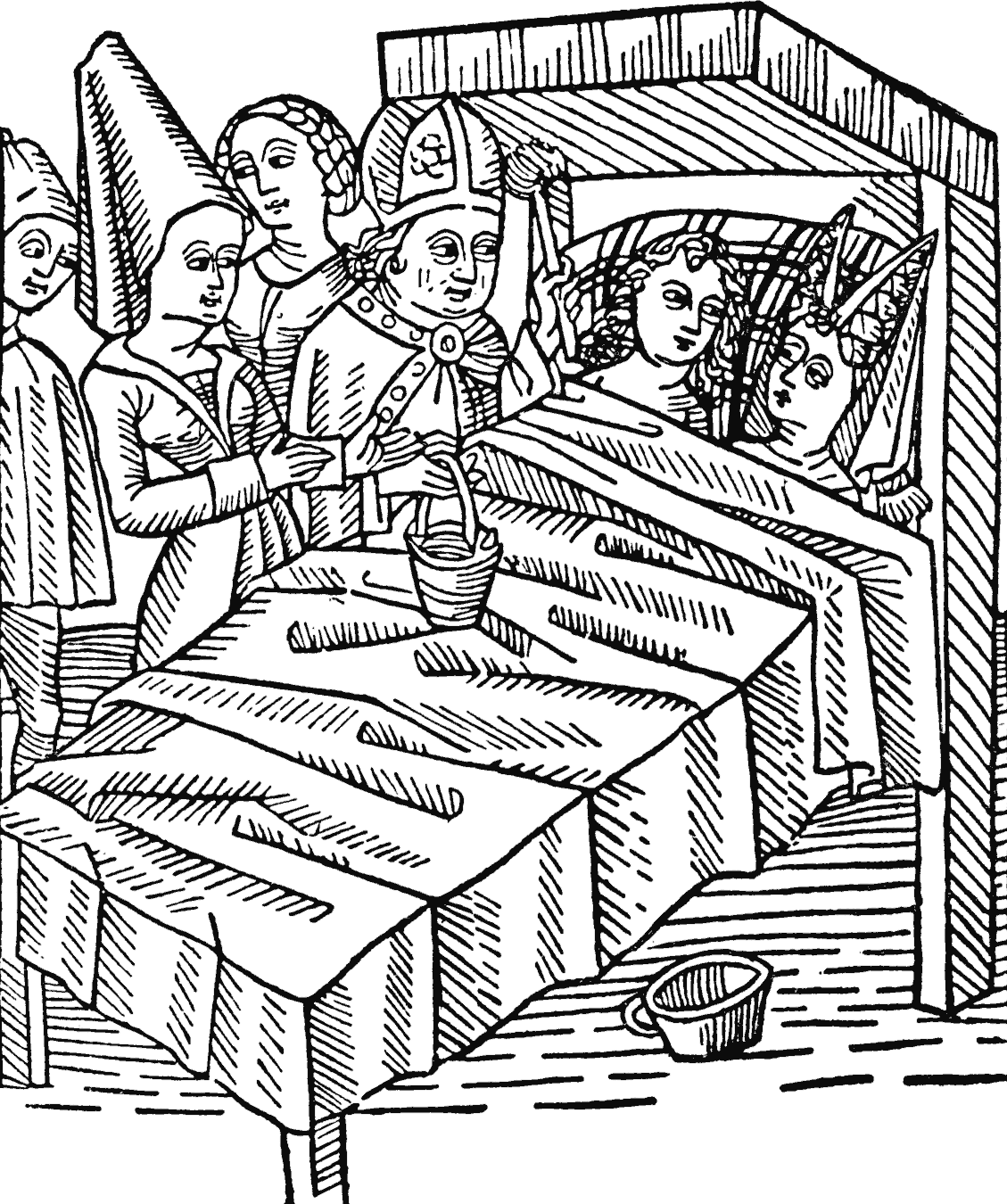
Wye reymont vnd melusina zusamen wurdent geleit /
Vnd vom bischoff gesegenet wurdent in dem bett
Hochdeutsch: „Wie Reymont und Melusina verlobt /
Und vom Bischof gesegnet wurden in ihrem Hochzeitsbett“
(satirischer Holzschnitt aus dem Buch Schöne Melusine, Johann Bämler, 1474)

Die Ehe (von althochdeutsch ēwa ‚Gesetz‘) oder der Ehestand, auch die Eheschließung oder Heirat (von althochdeutsch hīrāt ‚Hausversorgung‘, ‚Vermählung‘, von rāt ‚Vorrat‘, ‚Rat‘, ‚Heirat‘, mit der germanischen Wurzel hīwa-, ‚zur Hausgenossenschaft gehörig‘, ‚Lager‘) ist eine förmliche, gefestigte Verbindung zwischen zwei Personen (in manchen Kulturen auch mehreren), die durch Naturrecht, Gesellschaftsrecht oder Religionslehren begründet und anerkannt ist, meist rituell oder gesetzlich geregelt wird und ihren Ausdruck in Zeremonien findet (Hochzeit, Trauung). Die rechtsgültige Auflösung der Ehe ist ihre Scheidung oder Aufhebung. Die Bedeutung einer Ehe hängt von jeweiligen gesellschaftlichen und kulturellen Rahmenbedingungen ab und hat sich im Laufe der Geschichte oft verändert. Einige Religionen und Staaten erlauben die Mehrehe von einer Person mit anderen (Polygamie in verschiedenen Ausführungen), auf Hawaii gab es die Gruppenehe von mehreren Personen miteinander (Punalua-Ehe).
Im europäischen Kulturraum wird die Ehe traditionell als dauerhafte Verbindung zwischen einem Mann und einer Frau verstanden, in der beide Verantwortung füreinander übernehmen. Seit dem 21. Jahrhundert ist in manchen Ländern die Zivilehe als vom Staat geregelte und vermittelte Ehe auch für Partner gleichen Geschlechts geöffnet (gleichgeschlechtliche Ehe); in anderen Ländern besteht ein eheähnliches Rechtsinstitut mit teils eingeschränkten Rechten unter Titeln wie „eingetragene Partnerschaft“. Der in Deutschland vorgesehene gesetzliche Güterstand ist die Zugewinngemeinschaft; darüber hinausgehende oder abweichende Regelungen werden vertraglich vereinbart (Ehevertrag).
Die Beteiligten sind Ehepartner, Eheleute, Ehepaar oder Ehegatten (vergleiche „Begattung“). Weibliche Ehepartner werden Ehefrau oder umgangssprachlich kurz Frau genannt, in gehobener Sprache Gattin oder Gemahlin, historisch auch Weib, ohne beabsichtigte Abfälligkeit. In der Zeit vor der Eheschließung und während der Hochzeit ist die Frau eine Braut. Männliche Ehepartner werden vor und bei der Hochzeit Bräutigam und danach Ehemann oder umgangssprachlich kurz Mann genannt sowie Gatte oder Gemahl. Historisch war vom Gespons die Rede (lateinisch spōnsus ‚Bräutigam‘, spōnsa ‚Braut‘). Die Familiengeschichtsforschung verwendet als genealogisches Zeichen für eine Heiratsverbindung zweier Personen zwei ineinander verschränkte Kreise: ⚭ (Unicode U+26AD).

## Grundlegende Funktionen
Eine Eheschließung zwischen zwei, in manchen Kulturen auch zwischen mehreren Personen verändert ihre bisherige Beziehung zueinander grundlegend, sie nimmt eine offizielle, institutionalisierte und verbindliche Form an, mit neuen Rechten und Pflichten für die Partner. Zwischen den beteiligten Familien der Ehepartner ergeben sich neue Verwandtschaftsbeziehungen (Schwägerschaften oder Stiefbeziehungen – Ausnahmen: Cousinen- und Verwandtenehen wie die Bintʿamm-Heirat in der arabischen Welt). Die Ehe gründet diese Rechte und Pflichten auf eine Art Vertrag, wobei der Inhalt dieser Willenserklärung sowie die Art und Weise ihres Zustandekommens von der jeweiligen Kultur und Gesellschaft abhängen. Meist kommt einer Ehe die Aufgabe der materiellen Versorgung zu, beispielsweise durch Ansprüche auf Unterhalt, güterrechtlichen Ausgleich oder im islamischen Rechtskreis durch die Morgengabe – das gemeinsame Aufbringen der Kinder ist nicht notwendigerweise eine Aufgabe von Ehen (siehe unten zu Ehe und Kinder).
In der Ethnologie (Völkerkunde) und der Soziologie werden Heiratsbeziehungen als ein grundlegendes Element der sozialen Organisation von ethnischen Gruppen und Gesellschaften verstanden; Eheschließungen erfüllen soziale und auch politische Aufgaben, die in verschiedenen Gesellschaften ganz unterschiedlich festgelegt sind, aber meist mit folgenden Zielsetzungen:
- Ehen berechtigen zu einer sexuellen Beziehung miteinander
- Ehen legitimieren die Nachkommenschaft, vor allem in der Erbfolge
- Ehen setzen Abstammungslinien fort und halten diese gegebenenfalls unvermischt („rein“)
- Ehen erheben einen Anspruch auf die Sexualität und Fortpflanzungsfähigkeit der Frau
- Ehen wahren und vermehren Besitz und soziales Ansehen der Ehepartner und ihrer Familien
- Ehen verbinden soziale Gruppen wie Abstammungsgruppen oder Clans miteinander, bis hin zu umfassenden Allianzen (siehe auch Frauentausch als dauerhaftes Bündnis)

 Formen
- Im Römischen Reich wurde die Ehe als eine nicht rechtliche gesellschaftliche Tatsache durch verwirklichte Lebensgemeinschaft zwischen Mann und Frau gesehen.
- Nach den Lehren der römisch-katholischen Kirche gilt die Ehe zwischen einem Mann und einer Frau als eine naturrechtliche Einrichtung, die zwischen Getauften als ein heiliges Sakrament angesehen wird,[6][7] das sich die Eheleute gegenseitig spenden und das ein ganzes Leben dauert (Scheidungsverbot).
- Die zivile Ehe der modernen Zeit betrachtet die Ehe als eine Art bürgerlichen Vertrag; oft verlangt sie eine Beurkundung durch eine Urkundsperson in einem besonderen Verfahren (beispielsweise durch einen Standesbeamten); ebenso zivil werden Scheidungen vollzogen.

Darüber hinausgehend gibt es verschiedene symbolische oder mystische Formen von Heirat und Ehe, so können Geistwesen geheiratet werden (siehe die Geistehe: ghost marriage bei den Nuer im Südsudan), oder auch Tiere oder Pflanzen (beseelte Natur), eingebunden in Rituale und Zeremonien. Ein bekanntes Beispiel dafür ist die religiös begründete Verlobung mit ihrem Gott seitens christlicher Ordensschwestern: Als Teil ihres Ordensgelübdes tragen sie einen Ring zum Ausdruck ihrer „bräutlichen Bindung an Christus“. Eindeutiger noch verstehen sich die von der katholischen Kirche anerkannten „geweihten Jungfrauen“ als Sponsa Christi: „Braut von Christus“ (siehe Mystische Hochzeit geweihter Jungfrauen).
Siehe unten: Ehearten und -formen
 Heiratsregeln
Zur Erfüllung der unterschiedlichen Aufgaben einer Ehe haben fast alle sozialen Gemeinschaften eigene Heiratsregeln, die empfehlen oder vorschreiben, zwischen welchen Personengruppen eine Eheschließung erlaubt oder gefordert ist (Gebote) und zwischen welchen nicht (Verbote). Diese Regeln können nach innen (endogam) oder nach außen (exogam) gerichtet sein: So soll der Ehepartner beispielsweise innerhalb derselben örtlichen, sprachlichen, religiösen oder ethnischen Gemeinschaft gesucht werden, aber außerhalb der eigenen Abstammungslinie oder Stammesgruppe. Heiratsregeln betreffen vor allem junge unverheiratete Personen; nicht von ihnen betroffen sind erneute Eheschließungen nach dem Tode des ersten Partners, diese unterliegen weniger Einschränkungen, so auch sexuelle Partnerschaften von Unverheirateten.
 Ehe und Kinder
Bei einem Teil der weltweit erfassten 1300 ethnischen Gruppen und indigenen Völker dient eine Eheschließung nicht vorrangig dem gemeinsamen Aufbringen von Kindern – deren Versorgung wird oft in ihren Großfamilien auch ohne eine Heirat der Eltern gewährleistet. Demgegenüber gilt bei rund der Hälfte der Gesellschaften die Ehelichkeit der Nachkommenschaft als Grundvoraussetzung für ihre Anerkennung (Legitimität). Dies sind vor allem Völker, die ihre Abstammung über die Väterlinie regeln (patrilinear: 46 % aller Ethnien): Hier werden uneheliche Kinder von der Zugehörigkeit zur vaterseitigen Stammfamilie und Erbfolge ausgeschlossen. Bleibt (männlicher) Nachwuchs aus, gilt das in vielen patrilinearen Gesellschaften für den Mann als Grund zur Scheidung, in manchen Fällen auch als Berechtigung zu einer offiziellen Zweitfrau (vergleiche auch Nebenfrau).
 Wohnsitz nach der Ehe
Die kulturvergleichende Sozialforschung unterscheidet in verschiedenen Gesellschaften, wohin das Ehepaar nach seiner Heirat zieht, auch dafür bestehen Gebote und Verbote (Wohnfolgeordnungen: Residenzregeln). So wohnen von den fast 600 Ethnien, die ihre Abstammung rein nach der Väterlinie regeln, 96 % der Ehepaare patrilokal beim Ehemann, meist zusammen mit dessen Vater, Familie oder Abstammungsgruppe (Lineage, Clan). Für die Ehefrau bedeutet das den zwangsläufigen Auszug aus ihrem Elternhaus und ihrem Familienverband und hat weitreichende Bedeutung für das Rollenverständnis der Geschlechter zueinander. In vielen der über 160 Ethnien, die sich nach ihren Mütterlinien organisieren (matrilinear), bleibt die Ehefrau bei ihrer Mutter wohnen und der Ehemann zieht zu ihrer Großfamilie, wobei es auch Ausprägungen gibt, bei denen der Ehemann nur über Nacht zu seiner Frau kommt (Besuchsehen). In matrilinearen Gesellschaften verliert der Ehemann niemals die Zugehörigkeit zur Großfamilie seiner Mutter, wo auch seine Großmutter eine fördernde Wirkung hat (vergleiche Mutterseitige Großmutter als Evolutionsvorteil).
In beiden Fällen der Wohnfolgeordnung geht es darum, die Kinder eines Ehepaares einer Familie eindeutig zuordnen zu können, wo sie umsorgt werden. In matrilinearen Gesellschaften übernimmt dabei oft der Bruder der Ehefrau die soziale Vaterschaft für ihre Kinder, auch er wird respekt- und liebevoll Vater genannt (siehe dazu Avunkulat: die soziale Vaterschaft des mutterseitigen Onkels für die Kinder seiner Schwester, sowie Verwandtenselektion: Stärkung der Gesamtfitness durch Förderung der Schwesterkinder). In derartigen sozialen Verhältnissen ist eine Eheschließung nicht notwendige Bedingung der Anerkennung von Kindern, entsprechend niedrig sind bei solchen Völkern die Probleme in Bezug auf Alleinerziehende sowie die Unehelichkeit oder sogar Verwahrlosung von Kindern (Beispiel: die Khasi in Nordostindien).

## Allgemeine Rahmenbedingungen

### Beginn der Ehe
Die Ehe beginnt im Christentum seit dem Frühmittelalter mit der einvernehmlichen Übereinkunft, der Verlobung, des Brautpaares, in dauerhafter Gemeinschaft miteinander zu leben. Die Öffentlichmachung dieser Übereinkunft in der Trauung ist die Voraussetzung für die gesellschaftliche und rechtliche Anerkennung dieser Ehe. Im Rahmen der Trauung erfolgt die Aushändigung einer Eheurkunde durch die beauftragte Institution. In den meisten westlichen Staaten sind Standesämter für die Beurkundung der Zivilehe zuständig; die Kirchen beziehungsweise Religionsgemeinschaften sind für die „kirchliche Trauung“ zuständig. Die Beschaffung der erforderlichen Urkunden und Nachweise (in Deutschland Abstammungsurkunde für das Standesamt, Taufschein für das Pfarramt) dauert in der Regel nur wenige Wochen. In Fällen, wenn verschiedene Rechtssysteme betroffen sind, kann es jedoch wesentlich länger dauern (beispielsweise bei interkulturellen Ehen).

### Ende der Ehe
Die Ehe endet regulär mit dem Tod eines Ehepartners. Je nach Rechts-, Kultur- und Religionskreis unterscheiden sich die weiteren Möglichkeiten der Abstandnahme von einer geschlossenen Ehe. Wenn sozial eine Trennung vorliegt, können Ehen häufig durch gerichtliche Scheidung oder Aufhebung de jure beendet werden. Im islamischen Rechtskreis ist die „Verstoßung“ (Talāq) Voraussetzung für die Beendigung der Ehe. Nicht nur, aber hauptsächlich im römisch-katholischen Kirchenrecht, welches keine Scheidung erlaubt, existiert die Nichtigerklärung. Die Folge einer solchen Erklärung ist, dass die Lebensgemeinschaft rückwirkend so behandelt wird, als hätte von Anfang nie eine Ehe bestanden; sie wird rückwirkend zum Zeitpunkt ihres Anfangs aufgelöst. Die vorläufige zusammengefasste ehedauerspezifische Scheidungsziffer in Deutschland betrug im Jahr 2017 328,6 auf 1000 Ehen.
Viele Gesellschaften kennen das Verfahren der Scheidung für die Beendigung der Ehe. Die Anerkennung der Scheidung ist in verschiedenen Weltanschauungen unterschiedlich geregelt. Ein wichtiger Unterschied besteht darin, ob die Scheidungsvoraussetzungen an bestimmte, durch einen Ehepartner verschuldete ehewidrige Handlungen anknüpfen (wie in (West-)Deutschland und den USA vor den 1970er Jahren) oder das objektive Scheitern der Ehe ausreichen lassen (Zerrüttungsprinzip). Der Befund solch einer Zerrüttung liegt in der Regel nur vor, wenn die eheliche Lebensgemeinschaft über einen bestimmten Zeitraum nicht mehr besteht und eine Wiederherstellung nicht mehr erwartet werden kann. In Deutschland oder Kanada ist der Zeitraum auf ein Jahr festgelegt. Er kann aber auch ein Vielfaches davon umfassen (Schweiz: zwei Jahre). Da die katholische Eheauffassung keine Scheidung kennt, gibt es nur die Möglichkeit der Nichtigerklärung. Die Folge einer solchen Erklärung ist, dass die Lebensgemeinschaft rückwirkend so behandelt wird, als hätte von Anfang nie eine Ehe bestanden.
Verpflichtungen der Partner über die Dauer der Ehe hinaus regeln nationale Gesetze ganz unterschiedlich (die VR China kennt z. B. keine Verpflichtungen; in Deutschland können sich lebenslange Unterhaltspflichten zugunsten des wirtschaftlich schwächeren Partners ergeben). Verpflichtungen für gemeinsame Kinder aus der Ehe bestehen nahezu überall. Obwohl es zwischenstaatliche Vereinbarungen zur Auflösung der Ehe gibt, bergen die oft inkompatiblen nationalen Eheauflösungsverfahren für die zunehmende Zahl binationaler Ehen erhebliche Schwierigkeiten.

### Inzesttabu
Alle bekannten Zivilisationen haben in unterschiedlichem Grad stets die Ehe mit Blutsverwandten tabuisiert, insbesondere zwischen Elternteilen und ihren Kindern. Fast alle Völker verbieten die Ehe zwischen Bruder und Schwester. Viele Völker haben sich weitere Beschränkungen auferlegt, so die Ehe mit Personen gleichen Familiennamens oder mit Personen mit dem gleichen Totemtier (siehe dazu auch Heiratsregeln).
Eine Ausnahme bildete das alte Ägypten, wo die Ehe zwischen Bruder und Schwester in der Familie des Pharaos gestattet war; dieses Privileg wurde dem Volk verweigert und könnte dazu gedient haben, Macht und Lebenskraft in einer Familie zu konzentrieren.
Die Konsequenz des Inzesttabus ist die Forderung nach exogamer, der auf eine andere Gruppe bezogenen Heirat. Ethnologen betonen, das Inzesttabu diene also dazu, den sozialen Zusammenhalt zu fördern (siehe Schwägerschaft).

### Endogamie
Endogamie (griechisch endo „innen“, gamos „Hochzeit“: Innenheirat) bezeichnet in der Ethnosoziologie eine Heiratsregel, die Eheschließungen innerhalb der eigenen sozialen Gruppe, Gemeinschaft oder Kategorie bevorzugt oder vorschreibt, der Partner soll beispielsweise derselben Abstammungslinie, Volksgruppe, Religionsgemeinschaft oder sozialen Schicht angehören. Dies traf zeitweise auch auf christliche Konfessionen zu, wo sogenannte gemischte Ehen zwischen Evangelischen und Katholiken gesellschaftlich nicht toleriert wurden. Andere Beispiele für Endogamie sind Gesetze und Regelungen, die Heiratsverbindungen unterschiedlicher Ethnien verbieten oder als unerwünscht betrachten. Das Gegenteil ist die Exogamie, bei der außerhalb der eigenen Gemeinschaft geheiratet wird oder werden soll, beispielsweise nicht innerhalb derselben Abstammungsgruppe.

### Arrangierte Ehe
Unter arrangierte Heirat oder Verheiratung versteht man, wenn die Ehepartner und der Zeitpunkt der Heirat von den Eltern bzw. den Verwandten bestimmt werden. Dieser früher allgemein übliche Vorgang, der die Ehe primär als Wirtschaftsgemeinschaft und über die legitimierte Fortpflanzung als dynastisches Instrument des familiären Gemeinwohles sieht, wurde erst im Laufe der Aufklärung und der Romantik in Europa durch das Konzept der Liebesheirat und der Freiheit der Partnerwahl verdrängt und hat sich weltweit nur begrenzt durchgesetzt. Erst im Widerspruch dieser beiden Konzepte entsteht der Begriff der Zwangsehe, also Verheiratung wider Willen. Das Konzept der Heiratsvermittlung wandelte sich von der Eheanbahnung im sozialen Umfeld hin zu einer Dienstleistung für den Heiratswilligen.

## Geschichte

### Ur- und Frühgeschichte
Über die Anfänge der „Ehe“ jenseits des Tier-Mensch-Übergangsfeldes ist empirisch nichts bekannt. Selbst ausdeutbare Grabfunde der Archäologie reichen bislang nicht so weit in der Menschheitsgeschichte zurück.
Ältere Sozialevolutionisten gingen von einer gradlinigen Fortentwicklung der Paarbindungen unter Menschen aus: Zu Beginn der Menschheit sei Promiskuität (mehr als ein Sexualpartner) üblich gewesen, die sich anschließend zur Gruppenehe (vergleiche die hawaiianische Punalua-Ehe) und schließlich über die Vielehe (Polygamie) zur Einehe (Monogamie) entwickelt habe. Die Monogamie wurde als die kulturell am höchsten stehende Eheform betrachtet. Nach der Logik, die spätere Entwicklung stelle zwangsläufig eine „höhere“ Entwicklungsform dar, müsste der heutzutage angesichts der hohen Scheidungsrate häufige Wechsel von Ehepartnern ebenfalls als „höhere“ Form der Ehe betrachtet werden, im Vergleich zu der früheren Regelform einer lebenslangen Ehe. Die wenigsten der älteren Evolutionisten ziehen jedoch diese Konsequenz aus einer solchen teleologischen Logik.
Neuere anthropologische Untersuchungen beispielsweise von Helen Fisher zeigen viele Gemeinsamkeiten und wiederkehrende Merkmale beim menschlichen Paarungsverhalten und bei Wahlverwandtschaften auf. Christen und Juden sehen den Anfang der Paarbindungen bei Adam und Eva als monogame Ehe.

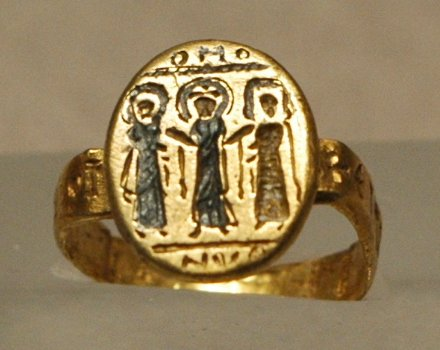
Byzantinischer Ehering, 7. Jahrhundert

Bereits in den zwei ältesten belegten Gesetzestexten, dem Codex Ur-Nammu (2100 v. Chr.) und dem Codex Hammurapi (18. Jahrhundert v. Chr.), sind gesetzliche Regelungen zur Ehe enthalten.
Die Eheschließung war vermutlich vorrangig ein Friedens- und Bündnisvertrag zwischen Sippen und – mittels oft komplizierter Exogamie- und Endogamieregeln – ein Bindeglied zwischen Abstammungsgruppen (Lineages), Clans oder Phratrien. Sie galt seit der Antike auch als eine Vorbedingung für den Beginn einer Familie, die als Baustein einer Gemeinschaft und der Gesellschaft angesehen wurde. Damit diente die Installierung der Ehe nicht nur den Interessen zweier Einzelpersonen oder ihrer Kinder, sondern auch den Zwecken religiöser und weltlicher Eliten (bis in die Neuzeit hinein war beispielsweise im Hochadel die „Ehe zur linken Hand“ ohne Legitimität und Erbrecht der Kinder nach dem Vater möglich).

### Römisches Reich

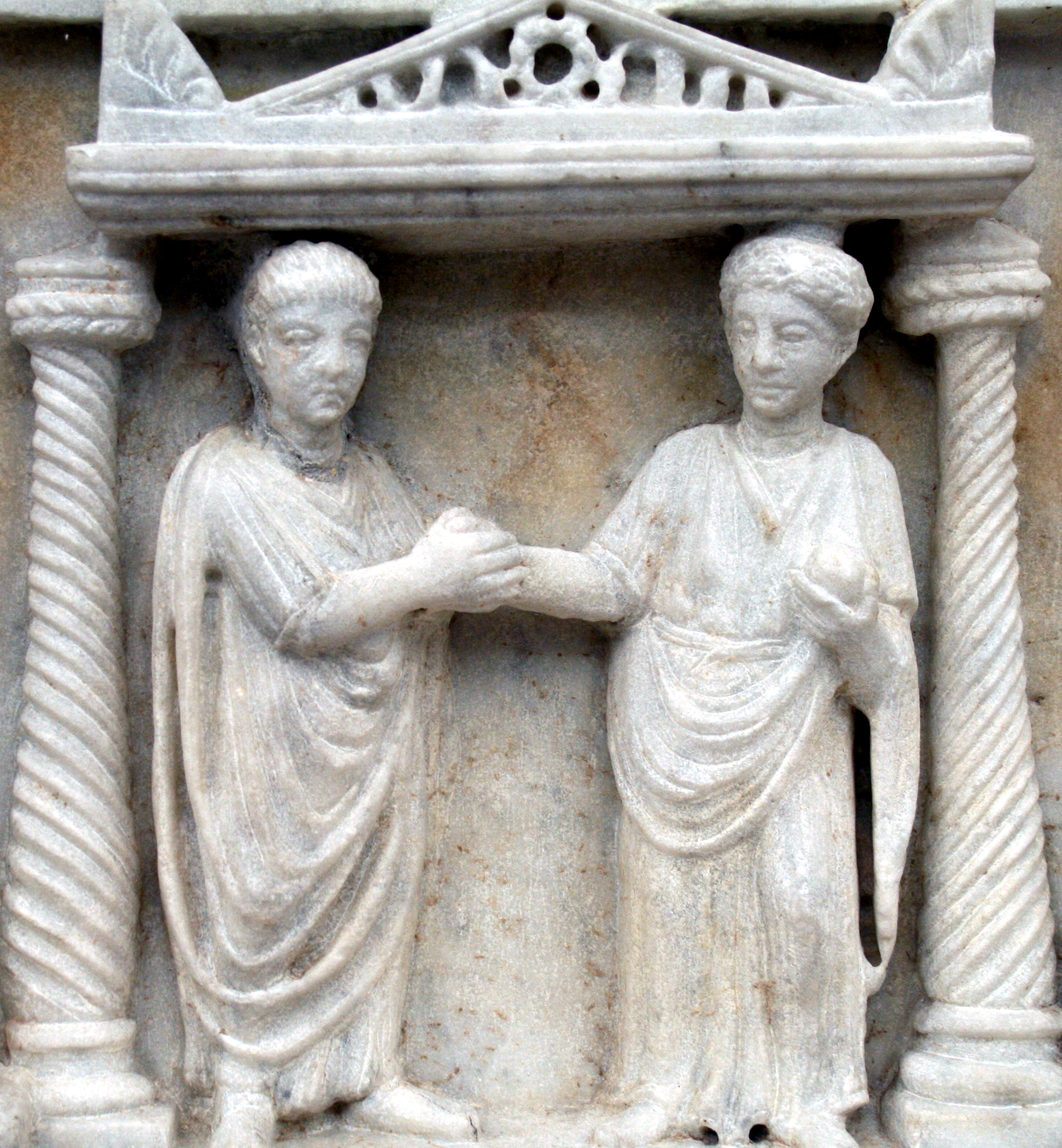
Römische Eheschließung auf einer Urne (Museo delle Terme di Diocleziano, Rom)

Ehe und Familie galten im Römischen Reich als heilig. Nicht umsonst war Concordia einerseits die Schutzgöttin des gesamten Staatswesens und gleichzeitig Beschützerin der Ehe (matrimonium). Die Ehe galt im antiken Rom als Stütze der Gesellschaft, vor allem in materieller Hinsicht. Auch das Eherecht berücksichtigte vor allem die materiellen Aspekte der Ehe.

### Mittelalter
Im Mittelalter waren in Westeuropa längst nicht alle Menschen in der Lage, zu heiraten. Von dem jeweiligen Grund- oder Gutsbesitzer sowie von entsprechenden Stellen in der Stadt (Magistrat, Gilde, Zunft) wurde nur demjenigen die Ehe und Familiengründung gestattet, der auch eine Familie unterhalten konnte. Dadurch war mehr als die Hälfte der Bevölkerung von der Heirat ausgeschlossen. Wegen der damaligen vorherrschenden religiösen und ethischen Grundsätze bedeutete dies auch einen faktischen Ausschluss von der Möglichkeit, Kinder zu zeugen und eine Familie zu gründen.
Die das öffentliche Leben weitgehend prägende römisch-katholische Kirche setzte 1139 im Zweiten Laterankonzil das „Sakrament der Ehe“ offiziell ein (siehe Kirchliche Trauung). Damit zementierte sie dieses als das „einzig richtige“ Verhältnis zwischen einem Mann und einer Frau in der aus heutiger Sicht ansonsten sehr freizügigen Sicht auf die Körperlichkeit (siehe unten zum Christentum).
 Zu den Verfassern von Ehelehren gehörten etwa Thomas von Aquin, Dionysius der Kartäuser, Heinrich Wittenwiler, Francesco Barbaro, Albrecht von Eyb, Marcus von Weida und Albertanus von Brescia sowie zum Teil auch Johannes von Tepl.

### Neuzeit
Seit Beginn der Neuzeit befindet sich die Ehe in vielen Ländern in einem voranschreitenden Prozess der Säkularisierung und Verrechtlichung. Ideell behielt die christliche Kirche dort jedoch bis weit ins 20. Jahrhundert hinein einen großen Einfluss auf die Form des partnerschaftlichen Zusammenlebens. Die christliche Ehe sollte garantieren, dass Nachkommen gezeugt würden und in einem geschützten Raum aufwüchsen, und wies den Eltern dabei geschlechtergetrennte Aufgabenbereiche zu. Das Eintreten in eine Ehe war für Frauen fast unumgänglich, da die meisten Familien nicht die finanzielle Möglichkeit hatten, um eine Frau in ihrer Ehelosigkeit zu unterhalten (etwa bei einem Klostereintritt). Für Männer stellte die Ehe aufgrund der fast kostenlosen Abnahme häuslicher Arbeit und Versorgung der gemeinsamen Nachkommen einen erstrebenswerten Zustand dar. Die Ehe entwickelte sich von einem mittelalterlichen Instrument dynastischer Vernetzung zu einer Wirtschaftsverbindung. Je nach sozialem Status der Eheleute wurden durch sie politische und wirtschaftliche Interessen verfolgt oder war sie unerlässlich für das Überleben beider Partner. Bis in die jüngste Neuzeit war das Eingehen einer Ehe für beide Geschlechter auch geboten, da Wohnraum wegen des Kuppeleiverbots nicht gemietet werden konnte und Geschlechtsverkehr außerhalb der Ehe in der Regel als unsittlich und inakzeptabel galt.
Für viele Frauen bedeutete die Eheschließung zugleich zwangsläufig einen Ausstieg aus ihrem Beruf. Bekanntestes Beispiel hierfür in Europa war der im Deutschen Reich eingeführte Lehrerinnenzölibat, der 1919 abgeschafft und vier Jahre später in abgewandelter Form – als bis 1951 in der Bundesrepublik Deutschland für Beamtinnen geltende Personalabbauverordnung – wiedereingeführt wurde. Des Weiteren wurden in den Jahren 1965 bis 1980 Frauen nach der Ordination der evangelischen Kirche Österreichs bei Eheschließung automatisch entlassen. Auch außerhalb Europas kannte man eine derartige Praxis; bis 1999 durften Firmen in Japan ihren weiblichen Angestellten bei ihrer Heirat das Ausscheiden aus dem Berufsleben nahelegen.
Die im Vergleich zum Mittelalter liberalere sexuelle Praxis in der Kultur der westlichen Neuzeit sowie die verhältnismäßige Einfachheit einer Scheidung innerhalb des gleichen nationalen Rechtssystems und Wiederverheiratung haben während des 20. Jahrhunderts zu einem Anstieg der sogenannten seriellen Monogamie geführt. Hieraus wird gelegentlich der Schluss gezogen, es solle in Deutschland die Institution einer „Ehe auf Zeit“ geben.
 Gegenwart
Die Zahl der Eheschließungen geht seit einigen Jahrzehnten in Deutschland zurück. Während im Jahr 1976 noch 510.318 Paare in Deutschland (Bundesrepublik und DDR) die Ehe eingingen, waren es im Jahr 2006 nur noch 373.681. Viele Paare binden sich heute ohne Trauschein in einer eheähnlichen Gemeinschaft (umgangssprachlich auch „wilde Ehe“ oder Lebensabschnittspartnerschaft genannt), in der Schweiz als Konkubinat bezeichnet, oder gehen Partnerschaften und Liebesbeziehungen mit geringerer Verbindlichkeit ein. Dies kann teilweise mit dem gesellschaftlichen Wertewandel und der Emanzipation der Frau erklärt werden.
Zum Beispiel sieht die Anthropologin Helen Fisher eine Hauptursache in der zurückgehenden gegenseitigen Abhängigkeit der Partner, durch die bessere Ausbildung und größere ökonomische Selbständigkeit von Frauen verursacht, was Strategien der Fortpflanzung und Familienbildung neu aktiviert, die schon seit der Frühgeschichte der Menschheit bestehen.
Doch verweisen einige Familiensoziologen darauf, dass vor dem 19. Jahrhundert die Lage statistisch ähnlich war und dass die soziale Bedeutung der Ehe deswegen nicht unbedingt gemindert werde.
De facto sind unverheiratete Paare nur in wenigen Ländern verheirateten gleichgestellt.
Auch eine gleichgeschlechtliche Lebensgemeinschaft, die sich an der Ehe orientiert, kann als Ehe bezeichnet werden. Durch die rechtlichen Möglichkeiten der offiziellen Anerkennung gleichgeschlechtlicher Partnerschaften schränkt sie diese Verwendung mehr auf solche Rechtsinstitute ein.

#### Ehevertrag
Um die Bedingungen der Ehe zu regeln, bieten die jeweiligen Rechtssysteme teilweise Wahlmöglichkeiten und einen Ehevertrag, dessen Wirkung jedoch an die rechtlichen Grenzen gebunden ist. Damit werden z. B. Näheres zur Schlüsselgewalt und dem Nadelgeld der Frau oder aber die Vereinbarungen der Ehepartner bezüglich der Konsequenzen einer Scheidung geregelt.
In Deutschland ist in § 1408 BGB ein Rahmen vorgegeben, jedoch besteht keine Pflicht zum Abschluss eines Ehevertrages. Es können auch Teilbereiche im Vertrag geregelt werden. Im deutschen Rechtssystem können Eheverträge Regelungen zu folgenden Themen enthalten:
- Güterstand (Gütertrennung, Zugewinngemeinschaft, Errungenschaftsgemeinschaft, Gütergemeinschaft)
- Versorgungsausgleich
- Unterhalt

#### Gleichgeschlechtliche Ehe
In den folgenden Ländern können auch gleichgeschlechtliche Paare die Ehe eingehen (Stand: Januar 2025, alphabetisch sortiert, verlinkt mit detaillierten Informationen):
- Argentinien
- Andorra (Februar 2023)
- Australien
- Belgien
- Brasilien
- Costa Rica
- Chile
- Dänemark (inklusive Grönland, Färöer)
- Deutschland
- Ecuador
- Estland (Januar 2024)[30]
- Finnland
- Frankreich
- Griechenland
- Irland
- Island
- Kanada
- Kolumbien
- Kuba
- Liechtenstein
- Luxemburg
- Malta
- Mexiko (alle Bundesstaaten beispielsweise Coahuila, Quintana Roo, Mexiko-Stadt, Chihuahua, Nayarit)[31]
- Nepal
- Neuseeland
- Niederlande
- Norwegen
- Österreich
- Portugal
- Schweden
- Schweiz
- Slowenien
- Spanien
- Südafrika
- Taiwan
- Thailand
- Uruguay
- Vereinigte Staaten (inkl. US-Territorien Guam, Puerto Rico)
- Vereinigtes Königreich (England, Wales, Schottland, Nordirland, Isle of Man; Kanalinseln: Guernsey, Jersey, Alderney; Gibraltar)

Die Anerkennung solcher Ehen ist jedoch meist auf diese Länder und Territorien beschränkt; in ausländischen Staaten, die lediglich die „eingetragene Partnerschaft“ kennen, werden sie als solche anerkannt. Israel und Mexiko hingegen akzeptieren sämtliche im Ausland geschlossene gleichgeschlechtliche Ehen als gültig.
Bereits vor der Legalisierung der gleichgeschlechtlichen Eheschließung gab es in Deutschland und Österreich Ehen, die von Partnern unterschiedlichen Geschlechts eingegangen und erst durch einen personenstandsrechtlichen Geschlechtswechsel im Rahmen des Transsexuellengesetzes gleichgeschlechtlich geworden sind.
In zahlreichen Staaten gibt es neben der Ehe die eingetragene Partnerschaft. Ihre Wirkung ist jedoch in der Regel eingeschränkt. So gelten beispielsweise die gleichen Regelungen zur Rente, die gleichen Rechte im Sozial- und Arbeitsrecht, die gleiche einkommens- und erbschaftssteuerliche Behandlung wie in der Ehe, aber es gibt kein gemeinsames gleichzeitiges Adoptionsrecht nichtleiblicher Kinder für eingetragene Partner. Unter dem Schlagwort „Ehe für alle“ wurde politisch für die gleichgeschlechtliche Ehe geworben. Seit dem 1. Oktober 2017 können in Deutschland keine neuen Lebenspartnerschaften geschlossen werden; bestehende Lebenspartnerschaften können in Ehen umgewandelt werden.

## Ehe und Religion
Viele Religionsgemeinschaften kennen umfangreiche Regeln für die Ehe, wobei sowohl das Zusammenleben zwischen den Partnern als auch die Rechte und Pflichten innerhalb der Ehe als Fortpflanzungsgemeinschaft beschrieben sind.

### Judentum
Aus dem Alten Testament gilt die Erzählung von der Schaffung der Frau aus der Rippe Adams als Grundlage für das Verständnis der Ehe: „Darum verlässt der Mann Vater und Mutter und bindet sich an seine Frau, und sie werden ein Fleisch.“ (Gen 2,24 ) Immer wieder wird auch von polygamen Ehen berichtet, und die Könige Israels hatten nicht selten viele Frauen und Nebenfrauen (2. Samuel 5,13). Die Eifersucht und Rivalität in der polygamen Ehe wird im Leben Jakobs – einem der Stammväter Israels – in 1. Mose 30,1-23 beschrieben. Nach dem Sündenfall im Paradies hatte Gott den Mann als Haupt über die Frau gesetzt, so dass in der „biblischen Hierarchie“ die Frau ihrem Mann untersteht. Von daher gibt es viele Gemeinsamkeiten im Verständnis von Ehe zwischen Christen und Juden.
Orthodoxe Juden glauben, dass ein Mann die Aufgabe hat, seine zweite Hälfte, also die Frau zu finden. Das liberale Judentum (Reformjudentum) glaubt hingegen, dass es nicht allein die Aufgabe des Mannes sei, eine Frau zu finden, sondern auch umgekehrt. Für beide ist die Eheschließung eine große Mitzwa und wird als eine der größten und wichtigsten Lebensentscheidungen für beide Partner betrachtet. Der Grundsatz „Jude ist, wer eine jüdische Mutter hat“ gilt für viele Männer jüdischen Glaubens bei der Partnerwahl zum Zwecke der Familiengründung als Richtschnur.

### Christentum

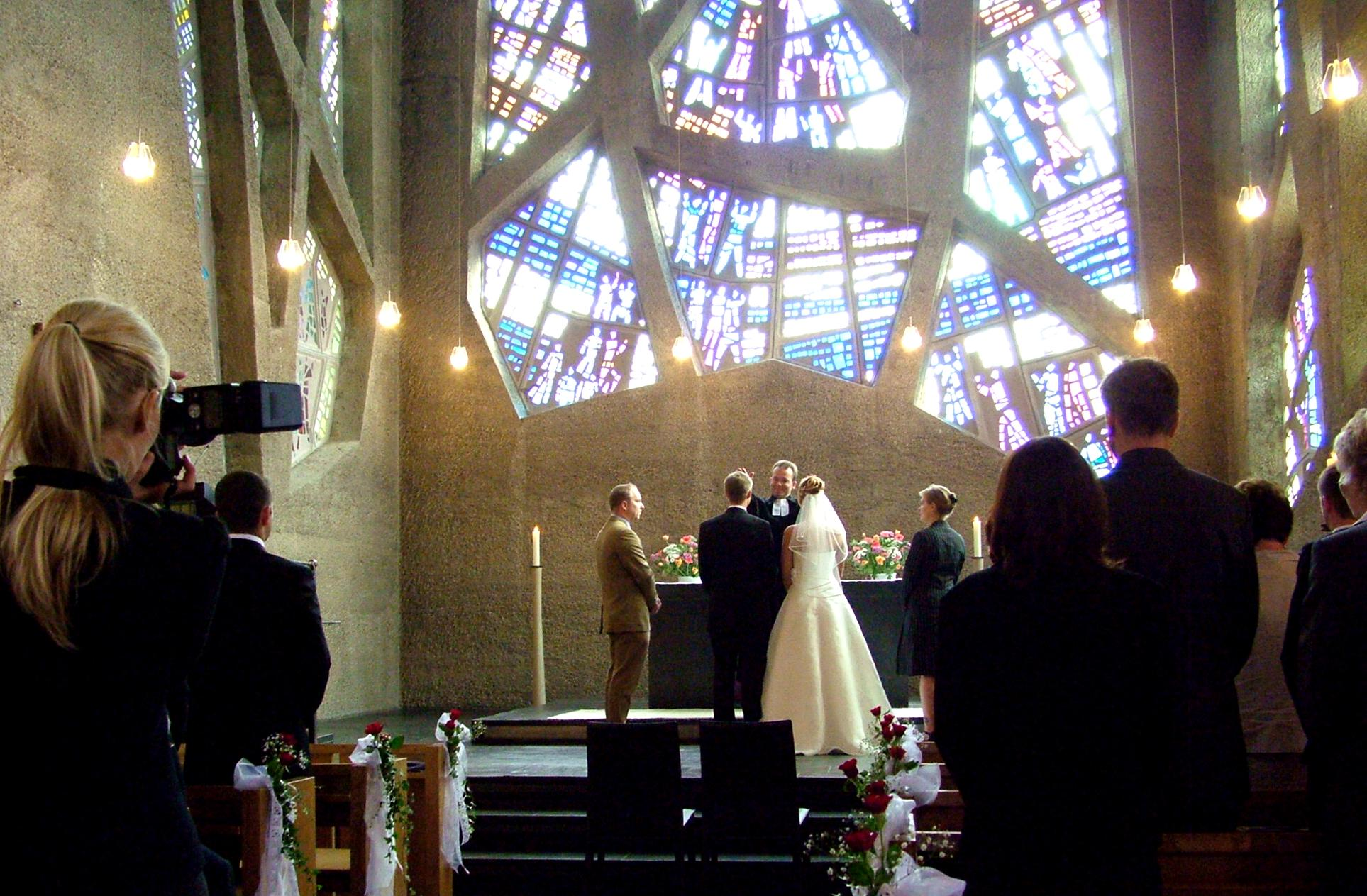
Evangelische Trauung (Reformationskirche Köln-Marienburg 2007)

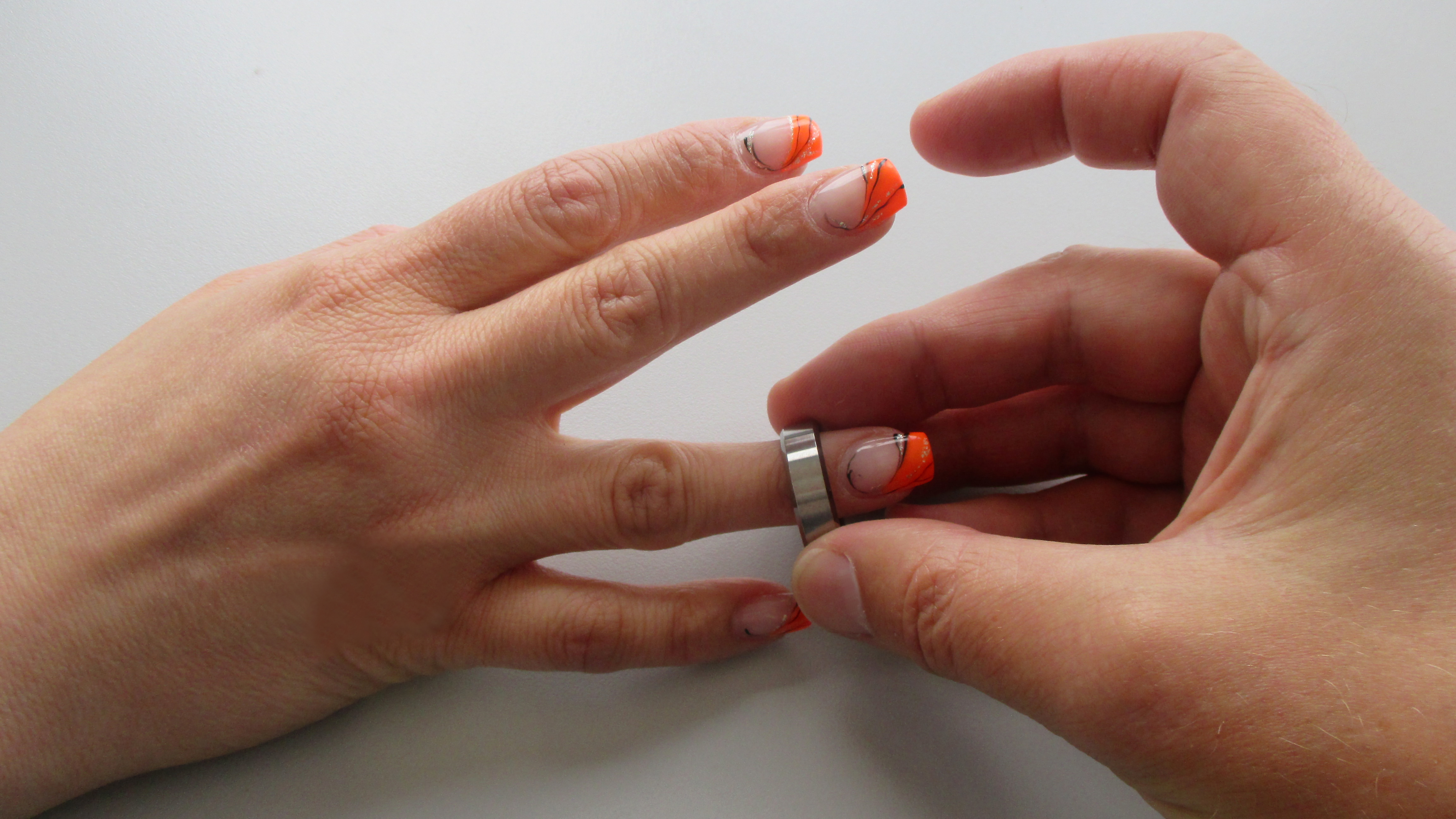
Eheschließung: Ein Mann steckt einer Frau den Ehering an (Foto: 2018)

Im Christentum wird in Anlehnung an die beiden Gottesbünde im Alten und im Neuen Testament vom „Ehebund“ gesprochen (siehe auch die US-amerikanische evangelikale Covenant marriage: „bündische Ehe“). Ab dem 13. Jahrhundert wurde der Ehering eingeführt. Er ist sichtbares Zeichen der Eheschließung. In Deutschland wird der Ehering meist an der rechten Hand getragen, in anderen Ländern wie z. B. Frankreich an der linken.
Katholische Kirche
In der römisch-katholischen Kirche gilt die Ehe als eines der sieben Sakramente. Der Codex Iuris Canonici stellt in can. 1055 ff. die Regelungen dar. Als konstituierende Elemente der Ehe, die als Verbindung zwischen einem Mann und einer Frau auf Lebenszeit definiert wird, gelten nach Kirchenrecht die Lebenslänglichkeit, Ausschließlichkeit, Freiwilligkeit und die Offenheit für Kinder.
Die Eheschließung war in den ersten Jahrhunderten noch nicht formalisiert, Trauungen in Kirchengebäuden waren nicht üblich, es genügte nach dem Naturrecht die gegenseitige Einwilligung der Ehepartner (vergleiche auch Vorgeschichte der Verkirchlichung der Trauung). Diarmaid MacCulloch, britischer Kirchenhistoriker und Theologe der Universität Oxford, erklärte 2015 in seiner BBC-Dokumentation Sex and the Church (deutscher Titel: „Kirche und Sex – Wie aus Lust Sünde wurde“), wie die römisch-katholische Kirche erst ab dem 11. Jahrhundert begann, die Kontrolle über Heirat und Ehe zu übernehmen. In der Auseinandersetzung mit den weltlichen Führern, vor allem den einflussreichen Adelsgeschlechtern, verstärkte die Kirche den Schutz der Ehe durch die Erklärung zum „heiligen Sakrament“ mit entsprechenden Regulierungen und der Durchsetzung des Verbots der Ehescheidung selbst bei Unfruchtbarkeit der Frau (siehe Sakramentale Eheschließung).
Gegenüber dem im 16. Jahrhundert aufkommenden Protestantismus, der die Ehe nach Martin Luther als „weltlich Ding“ ansah, bestätigte 1547 das Konzil von Trient die Ehe als Sakrament. Ende 1563 entschied das Konzil per Dekret, dass Mann und Frau sich das Sakrament gegenseitig spenden und die so zustandegekommene Ehe nur anerkannt wird, wenn ihre Existenz und Freiwilligkeit vor einem Priester und Zeugen öffentlich gemacht würden. Diese im Grundsatz bis heute geltende Regelung wird als Formpflicht bezeichnet (vergleiche Formmangel): Die Eheschließung von Katholiken ist nur dann gültig, wenn sie entsprechend der kirchlichen Form geschlossen wird oder eine Dispens dafür erwirkt wird. Die Formpflicht gilt nur für Gläubige der katholischen Kirche, demgegenüber erkennt die katholische Kirche die Eheschließung zwischen zwei nicht katholisch Getauften unabhängig von der Form als gültige sakramentale Ehe an.
Eine gültig geschlossene Ehe ist nicht auflösbar, kann aber als „nichtig“ erklärt werden, so, wenn zumindest einer der Partner zum Zeitpunkt der Eheschließung nicht getauft war (Paulinisches Privileg, Petrinisches Privileg). Das katholische Kirchenrecht benennt Gründe, die das Zustandekommen einer gültigen Eheverbindung verhindern können und daher gegebenenfalls ein Ehenichtigkeitsverfahren erlauben. Diese beziehen sich im Wesentlichen auf die vier konstituierenden Elemente der Lebenslänglichkeit, Ausschließlichkeit, Freiwilligkeit und die Offenheit für Kinder sowie auf die formalen Erfordernisse.
Protestantismus und Orthodoxie
Demgegenüber haben die protestantischen und die orthodoxen Kirchen weniger Einwände gegen Ehescheidungen (siehe Scheidung in den Religionen). Nach evangelischem Verständnis ist die Ehe nicht religiös begründet, sondern stellt eine weltliche Angelegenheit dar. Die Trauung wird als Segnungsfeier betrachtet. Nach orthodoxem Verständnis spendet der Priester das Ehesakrament.
Altkatholische Kirche
In der Altkatholischen Kirche wird die Ehe als ein Sakrament verstanden, im Unterschied zur römisch-katholischen Kirche ist in ihr eine kirchliche Trauung von Geschiedenen möglich.

### Islam
Nach islamischem Verständnis sind die intimen Lebensbereiche von heiratsfähigen Frauen und Männern grundsätzlich getrennt und werden nur durch die Ehe legitim aufgehoben. Gemäß der Lehre des Korans helfe die Ehe unter anderem zur geistigen Vervollkommnung.
Nach dem klassischen islamischen Recht wird die Frau bei der Eheschließung durch einen Ehevormund, den sogenannten Walī, vertreten. Das Gleiche gilt für den nicht geschäftsfähigen Mann. Grundsätzlich ist Vormund der nächstverwandte Mann in ab- und aufsteigender Linie. Ohne Vormund kommt nach Lehre der Schāfiʿiten, Malikiten, Hanbaliten und Ismailiten die Ehe nicht zustande. Hanafiten und Zwölfer-Schiiten halten dagegen bei volljährigen Frauen einen Ehevormund für verzichtbar. Das Einverständnis beider Ehewilligen ist grundsätzlich erforderlich, unter bestimmten Voraussetzungen hat der Vormund jedoch als Walī mudschbir das Recht, Mädchen oder Knaben in die Ehe zu zwingen. Die sunnitischen Rechtsschulen verlangen für die Eheschließung außerdem zwei Zeugen. Die Vereinbarung einer Brautgabe (mahr, ṣadāq) durch den Ehemann an die Braut ist nicht zwingend, aber üblich. Wird nichts vereinbart, so ist die „übliche Brautgabe“ (mahr al-miṯl) zu entrichten.
Daneben gibt es eine der standesamtlichen Eheschließung vergleichbare Zeremonie zur wirtschaftlichen Absicherung der Ehefrau: den Ehevertrag. Eine Hochzeitsfeier oder Zeremonie ist nicht zwingend erforderlich, jedoch wird sie nach der Lehre vom Propheten Mohammed zum Zwecke der Öffentlichmachung und Bekanntmachung der Ehe empfohlen.
Die Einehe gilt als bevorzugt. Die Heirat mehrerer Personen ist an strenge Bedingungen geknüpft und nur dem Mann erlaubt. So muss jede Ehefrau sowohl einen eigenen Haushalt zur Verfügung gestellt bekommen als auch finanzielle Mittel, über die sie frei verfügen kann. Generell ist der Ehemann verpflichtet, sowohl für die Gleichberechtigung als auch für die Gleichbehandlung all seiner Ehefrauen zu sorgen, was oft sehr schwer ist. Zudem sind Muslime generell verpflichtet, sich an die geltenden Gesetze des Landes, in dem sie leben, zu halten, sofern diese nicht im Widerspruch zu den Grundsätzen des Islams stehen.
Eine Scheidung ist nach den Regeln des Korans zwar möglich, gilt aber in vielen islamisch geprägten Ländern als verwerflich. Es ist traditionell zwar einem Muslim gestattet, eine Jüdin oder eine Christin zu ehelichen, eine Muslima darf aber keinen Nichtmuslim heiraten.

### Buddhismus
Im Buddhismus wird die Ehe weder gestärkt, noch wird davon abgeraten. Es wird jedoch gelehrt, wie man eine glückliche Ehe verbringen kann.

### Hinduismus
Der Hinduismus sieht in der Ehe eine heilige Aufgabe, die religiöse und soziale Verpflichtungen zur Folge hat. Das Paar schließt den ehelichen Bund, indem es, durch verknotete Tücher verbunden, siebenmal um das heilige Feuer herumgeht. Während die Mythologie auch Ehelosigkeit (etwa in dem im Mahabharata erwähnten Land „Uttarakura“) und Vielehe kennt, ist heute die Einehe das Ideal. Sie gilt als Samskara, als hinduistisches Sakrament.

### Bahaitum
Die Ehe genießt im Bahaitum einen hohen Stellenwert. Eine gute Ehe gilt als „Festung für Wohlergehen und Erlösung“. Die Ehe wird als „sowohl … leibliche als auch … geistige Verbindung“ betrachtet, sodass die Ehepartner „Mann und Frau leiblich und geistig eins sein sollen“ und „sich einander ständig in ihrem geistigen Leben vervollkommnen“. Die Beziehung zwischen den Ehepartnern ist physischer sowie psychischer als auch geistiger Natur und besteht in der irdischen sowie in der nächsten, geistigen Welt. Mann und Frau sind also im Diesseits wie auch im Jenseits zusammen. Zugleich gilt die Ehe als göttlich gestifteter Grundstein der menschlichen Gesellschaft, da sie sowohl deren kleinster Bestandteil ist als auch Kinder hervorbringt, die dem Wohle der Menschheit und Gott dienen. Dabei bekommt den Eltern eine hohe ethische Pflicht zu, für die Erziehung, Bildung und Ausbildung ihrer Kinder zu sorgen.
Ehebedingungen im Bahaitum sind der nach sorgfältiger Prüfung erlangte Konsens der beiden zukünftigen Ehepartner, die Volljährigkeit beider Ehepartner, die Zustimmung der leiblichen Eltern und das Fehlen einer bereits geschlossenen Ehe. Alle Formen der Zwangsheirat, der Kuppelei, der Scheinehe und des Ehebetrugs sind verboten. Das Bahaitum ist strikt monogam, was sowohl alle Formen der Polygamie und des Konkubinats ausschließt wie auch sonstige außereheliche oder voreheliche Sexualkontakte. Vor der Konversion zum Baha’itum legal geschlossene polygame Ehen müssen jedoch nicht aufgelöst worden.
Die Zeremonie der Eheschließung erfolgt durch das gemeinsame Aussprechen des Verses „Wahrlich, wir wollen uns alle an Gottes Willen halten.“ der beiden zukünftigen Ehepartner vor mindestens zwei Zeugen.
Wird in einem Land eine Bahai-Hochzeit nicht als rechtlich bindend anerkannt, so ist eine zusätzliche zivile Eheschließung verpflichtend. Die Teilnahme an den Hochzeitszeremonien anderer Religionsgemeinschaften ist Bahai erlaubt, solange dies nicht als Konversion gewertet wird oder aber mit einem Bruch der Gebote des Bahai-Ethik einhergeht. Die Ehe mit Andersgläubigen ist ohne Probleme möglich, wenn auch der Bahai-Ritus durchgeführt wird und das Recht auf Religionsfreiheit und religiöse Erziehung innerhalb der Ehe gesichert ist. Ehen zwischen Angehörigen verschiedener kultureller und ethnischer Hintergründe sind ausdrücklich erwünscht und werden als Zeichen der „Einheit der Menschheit“ gesehen.
Die Institutionen des Bahaitums sollen den zukünftigen Ehepartnern bei der Organisation der Bahai-Trauung beratend zur Seite stehen und überprüfen die Einhaltung der Ehebedingungen.

### Voodoo
Im Voodoo können Ehen sowohl unter Menschen als auch zwischen Geistwesen (Loa) und Menschen geschlossen werden. Die verschiedenen Geschlechter und sexuellen Orientierungen sind gleichberechtigt. Bei der Eheschließung soll, sofern möglich, eine Person im Priesterrang (Mambo oder Houngan) zugegen sein.

## Besondere Formen der Ehe / „Quasi-Ehen“
In Deutschland wird traditionell scharf zwischen Ehen und „Nicht-Ehen“ unterschieden. Ab August 2001 bestand bis zur Einführung der Ehe für alle zum 1. Oktober 2017 für Menschen in einer gleichgeschlechtlichen Lebensgemeinschaft die Möglichkeit, eine eingetragene Partnerschaft zu bilden. Bis zu diesem Zeitpunkt durften sie einander nicht heiraten. Bei der „eingetragenen Partnerschaft“ handelte es sich um eine „Quasi-Ehe“; deren Partner waren zwar beim Staat als Paar registriert, hatten jedoch nicht alle Rechte und Pflichten eines verheirateten heterosexuellen Paares.
Eine andere Form der „Quasi-Ehe“ bilden Lebensgemeinschaften nach dem Common law. So darf sich etwa in einigen Staaten der USA offiziell ein Paar als „verheiratet“ bezeichnen, wenn es zwar nicht vor einer staatlichen Institution oder einem Geistlichen eine beurkundete Ehe geschlossen hat, aber seine Beziehung so organisiert ist, als ob die beiden miteinander verheiratet wären. An die Stelle einer Heiratsurkunde tritt bei „Common-law marriages“ in der Regel ein Partnerschaftsvertrag.
Solche Lebensgemeinschaften werden auf Deutsch oft als „informelle Ehen“ bezeichnet. Bei dieser Sprachverwendung besteht allerdings die Gefahr der Verwechslung mit Lebensgemeinschaften, die in muslimischen Staaten ausschließlich vor einem Imam geschlossen wurden.
Eine rechtlich nicht anerkannte Form der Ehe stellt die sogenannte Selbstheirat (Sologamie) dar, die seit Ende des 20. Jahrhunderts vor allem in den USA und in Japan gelegentlich praktiziert wird.

## Nationale Besonderheiten
In Europa gewährleistet der Artikel 12 der Europäischen Menschenrechtskonvention das Recht auf Eheschließung. Das Übereinkommen über die Ausstellung von Ehefähigkeitszeugnissen vom 5. September 1980 ist gültig für Deutschland, Griechenland, Italien, Luxemburg, Moldau, Niederlande, Österreich, Portugal, Schweiz, Spanien und Türkei und schafft gemeinsame Bestimmungen über die Ausstellung von Ehefähigkeitszeugnissen zur Eheschließung im Ausland.

### Deutschland
| Deutschland | Deutschland | Deutschland | Deutschland |
| Jahr        | Heiraten    | Alter ♀     | Alter ♂     |
| ----------- | ----------- | ----------- | ----------- |
| 1990        | 516.388     | 26,0        | 28,4        |
| 1995        | 430.534     | 27,3        | 29,7        |
| 2000        | 418.550     | 28,4        | 31,2        |
| 2005        | 388.451     | 29,6        | 32,6        |
| 2010        | 382.047     | 30,3        | 33,2        |
| 2011        | 377.816     | 30,5        | 33,3        |
| 2012        | 387.423     | 30,7        | 33,5        |
| 2013        | 373.655     | 30,9        | 33,6        |
| 2014        | 385.952     | 31,0        | 33,7        |
| 2015        | 400.115     | 31,2        | 33,8        |
| 2016        | 410.426     | 31,5        | 34,0        |
| 2017        | 407.466     | 31,7        | 34,2        |
| 2018        | 449.466     | 32,1        | 34,6        |
| 2019        | 416.324     | 32,2        | 34,7        |

#### Statistik der Eheschließungen in Deutschland
Im Jahr 2006 ergab der Mikrozensus in Deutschland, dass von den 21 Millionen Paaren 89 % miteinander verheiratet waren (1996: 93 %). Auch bei den Familien sank der Anteil der verheirateten Eltern auf 92 % (1996: 95 %). Ohne Kinder lebten fast 10 Mio. Ehepaare, etwa 6,5 Mio. Paare hatten mindestens ein Kind unter 18 Jahren. Ende 2022 waren 49 Prozent der erwachsenen Bevölkerung Deutschlands verheiratet.
Das durchschnittliche Heiratsalter lediger deutscher Frauen und Männer stieg von 1990 bis 2017 stetig an: bei Frauen von 26 auf 31,7 Jahre und bei Männern von 28,4 auf 34,2 Jahre. 2022 waren Frauen bei der ersten Eheschließung im Schnitt 32,6 Jahre alt, Männer 35,1 Jahre.

##### Familienname bei Eheschließung
Seit 1966 (DDR) bzw. 1976 (BRD) kann bei der Heirat als Familienname statt dem Namen des Mannes der Name der Frau gewählt werden. Seit 1991 ist ein gemeinsamer Familienname nicht mehr Pflicht. Im Jahr 2018 nahmen rund 74 % der Ehefrauen den Familiennamen ihres Mannes an, nur 6 % der Ehemänner übernahmen den Nachnamen ihrer Frau; bei 12 % der Ehepaare behielten beide Partner ihren ursprünglichen Nachnamen. Einen Doppelnamen (mit Bindestrich) wählten etwa 8 % der Paare. Traditionelle Muster in der Entscheidung über den Ehenamen verharrten demnach immer noch stark. Seit Mai 2025 ist es möglich, dass beide Ehegatten einen Doppelnamen führen, ein Bindestrich ist nicht mehr Pflicht (vgl. auch Namensrecht).

##### Ehe mit ausländischen Partnern
Von den insgesamt rund 21 Mio. verheirateten Paaren in Deutschland waren 2005 6,3 Prozent binational (gegenüber 1996 ein Anstieg um 3 % auf 1,3 Mio.). Bei 602.000 Ehepaaren ist die Ehefrau ausländischer Herkunft (bei 545.000 der Ehemann). Bei nicht verheirateten Paaren, die jeweils aus einem Ausländer und einem deutschen Staatsangehörigen bestehen, überwiegt dagegen die Zahl der ausländischen Männer gegenüber der Zahl der ausländischen Frauen (104.000 zu 80.000). Das Verhältnis von Partnern aus EU-Staaten zu Partnern aus Nicht-EU-Staaten beträgt rund 2:3. 45.915 binationale Ehen, bei denen einer der Partner einen deutschen, der andere einen ausländischen Pass besitzt, wurden 2015 in Deutschland geschlossen, das sind 11,5 % aller neuen Ehen oder jedes 9. Hochzeitspaar. Knapp zwei Generationen davor, 1960, war in der alten Bundesrepublik erst jedes 27. frische Ehepaar binational (3,7 %).

#### Geschichtliche Entwicklung
Das Konzil von Trient hatte während seiner 3. Tagungsperiode im Jahr 1563 mit dem Dekret Tametsi die Zuständigkeit der katholischen Kirche für die Eheschließung erklärt. Bis Ende des 18. Jahrhunderts blieb die Eheschließung ausschließlich Sache der Kirchen und Synagogen. Der Einfluss des französischen Rechts (vgl. Code civil) begünstigte die Zivilehe, denn in vielen Territorien im westlichen Deutschland kam französisches Personenstandsrecht zur Anwendung. Zu ersten ganz eigenständigen deutschen partikularrechtlichen Gesetzen kam es erst in den 1850er Jahren (Frankfurt, Oldenburg u. a.). Die erste in Oldenburg durchgeführte zivilrechtliche Trauung erfolgte 1855 in Varel. Geheiratet haben damals der Baptistenprediger August Friedrich Wilhelm Haese und Meta Schütte. Gerade „Dissidenten“ wie sie, die keiner der damaligen großen Konfessionen angehörten und denen mancherorts eine rechtlich anerkannte kirchliche Eheschließung verweigert wurde, trugen zur Einführung und Durchsetzung der Zivilehe bei.
Als Folge des Kulturkampfs wurden 1876 in ganz Deutschland staatliche Standesämter eingeführt, in denen die Ehe unabhängig von einem weltanschaulichen Bekenntnis geschlossen wird (Zivilehe). Eine kirchliche Eheschließung durfte von 1876 bis 2008 erst nach der bürgerlich-rechtlichen Eheschließung erfolgen (siehe Verbot der religiösen Voraustrauung).
Der Nationalsozialismus verbot „rassische Mischehen“ durch die Nürnberger Gesetze (vgl. auch Ehegesetz), trennte häufig solche Ehen und förderte die „reinrassige“ Reproduktion für den Staat (Ehegesundheitsgesetz). Für bestimmte Personengruppen wie z. B. Angehörige der Wehrmacht war eine Heiratserlaubnis vorgeschrieben und die „Heirat … mit Ausländerinnen … verboten.“

##### Deutsche Demokratische Republik
In der DDR wurde ab 1958 versucht, die „sozialistische Eheschließung“ als staatlich gewünschte Alternative zur kirchlichen Trauung einzuführen. Inhalt und Form dieses Rituals blieben unklar, weil auch in der DDR die standesamtliche Trauung rechtlich die einzige maßgebliche Bindung war. Diese fand vor einem Bild des Staatsratsvorsitzenden statt, und der Standesbeamte benutzte dabei staatlich vorgegebene Worte im Sinne der SED. In den staatlichen Arbeitsmaterialien fand sich dazu unter „Grundkonzeption der Ansprache an die Hochzeitspaare“ folgender Text:

„[…] außerhalb der sozialistischen Welt kann niemand Glück genießen. Unser Glück […] wächst in sozialistischen Werken und Familien. Wir warnen vor bürgerlicher Eheführung, Ausbeutung als Ehegrundlage führt zu Treulosigkeit des Mannes und Charakterverderbtheit der Frau. […] Religion als Schutz der Ehe versagt wegen der Ohnmacht der Kirchen und auf Grund des Nichtvorhandenseins Gottes und der Mißachtung des Erdenlebens sowie wegen der Unmoral jener Kirchenführer, die den Krieg als Regierungsmittel Gottes bejahen […]“

Inwieweit man sich an diese Vorgaben in den Standesämtern hielt, lässt sich nicht feststellen. Sie belegen allerdings deutlich, was von der offiziell erklärten Gleichberechtigung christlicher Bürger zu halten war. In den Arbeitsmaterialien gab es auch eine „sprachlich und inhaltlich verquere“ Gelöbnisformel, von der allerdings nicht bekannt ist, von wie vielen Paaren sie wirklich nachgesprochen wurde:

„Allen schaffenden Menschen, voreinander und uns selbst verantwortlich, geloben wir […] unsere in beiderseitiger Liebe heute und hier gegründete Ehe als Gemeinschaft für das ganze Leben zu gestalten. Wir geloben den Schaffenden, mit gemeinsam tätiger Kraft die sozialistischen Errungenschaften und die Staatsmacht der Arbeiter und Bauern zu mehren. Wir geloben einander gegenseitige Förderung zu beruflicher und kultureller Entwicklung, Gemeinsamkeit der Entschlüsse und unlösbare Treue.“

Unter dem Titel „Erste sozialistische Eheschließung“ wurde am 29. Januar 1959 in der Berliner Zeitung von der Trauung einer VEB-Arbeiterin mit einem Volkspolizisten in Uniform berichtet. Die Propaganda für eine Hochzeit in Uniform weckte allerdings in der Bevölkerung Erinnerungen an Kriegstrauungen und konnte sich trotz der staatlichen Popularisierung nicht durchsetzen. In dem Bericht finden sich keine Hinweise auf spezifisch sozialistische Riten. In der Folgezeit wurde eine Feier mit den Arbeitskollegen im Kulturhaus oder auch im Betrieb als „sozialistische Eheschließung“ bezeichnet. Am 29. März 1959 berichtete wiederum die Berliner Zeitung von einer gemeinsamen Dreifach-Hochzeit im Jugendclubraum eines VEB. Aus dem Jahr 1961 gibt es Berichte, dass es Geschenke des Betriebs nur noch bei einer sozialistischen Eheschließung gab und nicht mehr für Paare, die sich kirchlich trauen ließen.
Ungeachtet der Versuche, die Feierlichkeiten mit dem damals üblichen Mitteln des „freiwilligen Zwangs“ zu etablieren, ließen sich nur wenige Paare nach dem Ritus trauen. Der Begriff der „sozialistischen Ehe“ verschwand schon in der ersten Hälfte der 1960er Jahre wieder in der Versenkung. In späteren Jahren wurde propagiert, dass das Hochzeitspaar nach sowjetischem Vorbild am Hochzeitstag an einem „Heldendenkmal“ für die Helden des revolutionären Kampfes ein Blumengebinde niederlegen sollte. Im Gegensatz zur Sowjetunion war diese Art der Erinnerungskultur an die gefallenen Sowjetsoldaten in der DDR allerdings ohne Verwurzelung im Denken der Bevölkerung und blieb ein oberflächliches und inhaltsleeres Ritual.

##### Bundesrepublik Deutschland
Die verfassungsrechtliche Ausgestaltung des Artikels 6 Grundgesetz nach dem Zweiten Weltkrieg stellt die Ehe unter den besonderen Schutz des Staates, doch ihr Kernbereich wird dessen direktem Zugriff entzogen. Für die heutige Form der Ehe gilt grundgesetzlich das Leitbild der Gleichberechtigung (Art. 3 Abs. 2 GG). Im Eherecht des BGB umgesetzt wurde dies nicht gemäß Art. 117 GG bis März 1953, sondern in zahlreichen, teils widersprüchlichen Schritten wie u. a. dem Gleichberechtigungsgesetz über mehrere Jahrzehnte hinweg. Wichtige Punkte waren:
- Abschaffung des Rechts auf einseitige Bestimmung der das gemeinschaftliche eheliche Leben betreffenden Angelegenheiten, insbesondere der Wohnung und des Wohnorts durch den Mann;
- Abschaffung der Notwendigkeit der Einwilligung des Mannes zur Erwerbstätigkeit der Frau (zuvor konnte ein ohne Zustimmung des Mannes geschlossener Vertrag mit Zustimmung des Vormundschaftsgerichts durch den Mann gekündigt werden, wenn die Tätigkeit der Frau eheliche Interessen beeinträchtigte);
- Ersetzung des gesetzlichen Güterstands der Nutzverwaltung, welche die Nutzung und Verwaltung eines Teils des Vermögens der Frau durch den Mann bei gleichzeitiger Bestreitung des ehelichen Aufwands durch den Mann vorsah, durch die Zugewinngemeinschaft;
- Neuregelung der elterlichen Gewalt (des Sorgerechts) auf der Grundlage der Gleichberechtigung beider Ehepartner;
- Beseitigung des Leitbildes der Hausfrauenehe.

Betrachtet man die Veränderungen des Eheverständnisses in Hinblick auf die gegenseitigen Rechte und Pflichten der Ehepartner, so wird eine Entwicklung weg von historischen Modellen eines Vertrages, der den Schutz des Staates hatte, hin zu einer schlichten Kenntnisnahme, mit einer gebotenen Rücksichtnahme (Zeugnisverweigerungsrecht) durch den Staat, deutlich. Bis in die 1970er Jahre galt:
- Die Ehe war ein Vertrag auf Lebenszeit, der mit einem Verhaltenskodex gebunden war, wie der Partner zu behandeln ist.
- Nur wenn ein Partner diesen Verhaltenskodex nicht einhielt, konnte der andere Partner die Auflösung der Ehe verlangen, und zwar nur so lange, wie nicht durch Erneuerung der Ehe durch den Geschlechtsverkehr das Fehlverhalten getilgt wurde.
- Wurde die Ehe beendet, so hatte ein Bruch des Verhaltenskodex ein Verwirken aller zivilrechtlichen Ansprüche gegen den vertragstreuen Partner zur Folge (Schuldprinzip).
- Die Ehe war durch den Straftatbestand des Ehebruchs strafrechtlich geschützt (bis 1969).
- Die Ehe war zivilrechtlich insofern geschützt, als ein Ehebruch nach einer eventuellen schuldhaften Scheidung ein Eheverbot zum bzw. zur Geliebten nach sich zog.
- Die Ehe war die öffentlich dokumentierte freie Entscheidung in die geschlechtliche Vereinigung der Parteien.
- Nur eheliche Nachkommen waren von beiden Elternteilen erbberechtigt.
- Bei nichtehelichen Nachkommen hatte der Vater die Verpflichtung, für den Lebensunterhalt mit finanziellen Mitteln aufzukommen, hatte aber weder Umgangs- noch Besuchsrecht.
- Vergewaltigung in der Ehe war keine explizite Straftat nach StGB; die Ehepartner unterlagen der „ehelichen Pflichterfüllung“, jedoch war eine Vergewaltigung in der Ehe gemäß § 240 StGB (Nötigung) strafbar.[77] Ebenso konnte dabei der Straftatbestand der Körperverletzung gemäß § 223 StGB ff. erfüllt und dementsprechend geahndet werden.[78]

#### Heutige Situation
Heute stellt sich die Ehe wie folgt dar:
- Die Ehe wird auf Lebenszeit geschlossen (§ 1353 Abs. 1 Satz 1 BGB). Bei Scheitern der Ehe kann die Ehe geschieden werden, ohne dass es auf ein Verschulden eines oder beider Ehepartner ankommt (§ 1565 Abs. 1 BGB). Wenn die Ehepartner seit einem Jahr getrennt leben und beide der Scheidung zustimmen, oder wenn die Ehepartner seit drei Jahren getrennt leben, wird das Scheitern der Ehe unwiderlegbar vermutet (§ 1566 BGB).
- Die Ehepartner können Rechte und Pflichten während und nach der Ehe in einem Ehevertrag regeln, wobei allerdings keine unbeschränkte Gestaltungsfreiheit besteht (z. B. kann nicht auf Unterhalt für Kinder verzichtet werden). Auch ohne Ehevertrag bestehen gesetzliche Rechte und Pflichten der Ehepartner sowohl einander als auch dem Staat gegenüber.
- Ehebruch ist heute kein Straftatbestand mehr.
- Zum 1. Januar 2009 ist das Verbot der religiösen Voraustrauung entfallen.
- Der Ehebrecher respektive die Ehebrecherin kann nach der Scheidung geheiratet werden.
- Auch in der Ehe gilt das Recht auf sexuelle Selbstbestimmung: Sexuelle Handlungen gegen den Willen des Ehegatten fallen unter den Straftatbestand sexueller Übergriff, sexuelle Nötigung beziehungsweise Vergewaltigung (§ 177 StGB).
- Die Nachkommen haben die gleichen Rechte, unabhängig vom Rechtsverhältnis ihrer Eltern.
- Werden im Laufe des Ehelebens Kinder geboren, gilt der Ehemann der Mutter laut Gesetz als Vater, selbst wenn er nicht der biologische Vater sein sollte. Ohne eine Sorgerechtserklärung beantragen zu müssen, besteht somit ein gemeinsames Sorgerecht der Eheleute. Wird ein Kind bereits vor der Ehe geboren, ändern sich die Sorgerechtsverhältnisse mit der Eheschließung automatisch, sodass ab diesem Zeitpunkt beide Ehepartner einen Anspruch auf das Sorgerecht haben.

Ehepartnern werden ökonomische Vorteile eingeräumt wie beispielsweise das „Ehegattensplitting“ bei der Berechnung der Einkommensteuer, der Anspruch auf kostenlose Krankenversicherung des Partners in der Familienversicherung, die Regelungen für Eheleute im Erbrecht und die Hinterbliebenenrente im Falle des Todes des Partners. Das Ehegattensplitting bringt jedoch nur dann ökonomische Vorteile, wenn die Einkommen der Ehepartner unterschiedlich hoch sind. Im Gegenzug wird der individuelle Sozialhilfeanspruch jedes Individuums gegen den Staat durch den unbedingten gegenseitigen Unterhaltsanspruch der Ehepartner erstrangig auf den Partner verlagert, da eine Ehe nach deutschem Recht eine Bedarfsgemeinschaft darstellt. Es gibt aber auch andere Formen der Bedarfsgemeinschaft (Lebensgefährten), für die das Splitting in der Einkommensteuer nicht gilt, obwohl die Partner gleiche Verpflichtungen übernommen haben. Wegen seines Anreizes zur „Hausfrauenehe“ wird das Ehegattensplitting von Vertretern des Feminismus kritisiert. Weitere Vorteile wie Vertrauen und gegenseitige Anregung werden von verschiedenen Gruppen gefördert (Marriage Encounter, Familienwerke von politischer oder weltanschaulicher Seite und andere). Verlorengegangen ist jedoch, wie der Staat zwischen Eheleuten zum erhöhten Vertrauen beitragen kann oder soll, außer durch das bereits bestehende Zeugnisverweigerungsrecht.
Die in Deutschland am 1. August 2001 gesetzlich eingeführte eingetragene Lebenspartnerschaft stellte gleichgeschlechtliche Partner bis auf das Adoptions- und Abstammungsrecht rechtlich weitgehend einer Ehe gleich. Am 30. Juni 2017 beschloss der Bundestag, die Ehe für gleichgeschlechtliche Paare zu öffnen. Das Gesetz zur Einführung des Rechts auf Eheschließung für Personen gleichen Geschlechts trat am 1. Oktober 2017 in Kraft.

#### Die Ehe als Lebensgemeinschaft
| Deutschland 2010: Lebensformen in der Bevölkerung | Deutschland 2010: Lebensformen in der Bevölkerung |
| Lebensform                                        | Anteil                                            |
| ------------------------------------------------- | ------------------------------------------------- |
| Ehepaare                                          | 44 %                                              |
| Lebensgemeinschaften                              | 7 %                                               |
| Alleinstehende (Singles)                          | 43 %                                              |
| Alleinerziehende                                  | 6 %                                               |

Im deutschen Eherecht ist seit 1900 die Bezeichnung als (mit der Herstellungsklage einklagbare) „Lebensgemeinschaft“ bereits in der Grundnorm zur Ehe, nämlich in § 1353 BGB, enthalten. Dort heißt es: „Die Ehegatten sind einander zur ehelichen Lebensgemeinschaft verpflichtet.“ Damit ist die häusliche, geistig-seelische und körperliche Gemeinschaft (sogenannte „eherechtliche Trias“) gemeint. Die Verknüpfung des Ehebegriffs mit Bezeichnungen der Lebensgemeinschaft ist in der gesamteuropäischen Tradition jedoch erheblich älter: Das BGB knüpft hier deutlich an die Grundbestimmung des Römischen Rechts zur Ehe an. Deren zwei Varianten lauten:
- (Corpus iuris civilis, Institutionen, 1, 9, 1): “Nuptiae autem sive matrimonium est viri et mulieris coniunctio, individuam consuetudinem vitae continens” (deutsch: „Ehe aber, oder Heirat, ist eine Verbindung zwischen Mann und Frau, die ein unzertrennliches lebenslängliches Beisammensein zum Inhalt hat.“)
- (Corpus iuris civilis, Digesten, 23, 2, 1 – Modestinus): “Nuptiae sunt coniunctio maris et feminae et consortium omnis vitae, divini et humani iuris communicatio.” (deutsch: „Ehe ist die Verbindung eines Mannes und einer Frau, und eine Vereinigung für das ganze Leben, die Gemeinschaft des göttlichen und menschlichen Rechts.“)

#### Ehestiftung
Ehestiftung bezeichnete früher das Vermitteln oder Arrangieren einer Ehe zwischen zwei Personen. Dazu gehörte, dass die Partner einander durch Dritte für die Heirat versprochen wurden.

### Österreich
In Österreich sind rein kirchliche Eheschließungen möglich, haben aber keinerlei zivilrechtliche Bedeutung.

### Schweiz
Das Schweizer Eherecht ist in den Artikeln 90 bis 251 des schweizerischen Zivilgesetzbuches (ZGB) geregelt. Es ist seit 1988 nach dem Grundsatz der Gleichberechtigung von Frau und Mann aufgebaut. Seit 1. Januar 2013 behalten bei einer Heirat grundsätzlich beide Partner ihren eigenen Familiennamen. Die Eheschließung findet auf dem Zivilstandsamt statt. Paare können kirchlich nur getraut werden, wenn sie vorher ihre Ehe bereits auf dem Zivilstandsamt geschlossen haben.
Eine rechtliche Definition im Gesetz liegt nicht vor, jedoch hat das Bundesgericht die Ehe als „die auf Dauer angelegte und gesetzlich geregelte Lebensgemeinschaft von Mann und Frau“ bezeichnet.

### Vereinigte Staaten von Amerika
Das US-amerikanische Eherecht wird von den einzelnen Bundesstaaten geregelt, was zahlreiche verschiedene Güter- und Scheidungsrechte zur Folge hat. Als eine Art Vertrag zwischen den beiden Eheleuten werden Ehen, die in einem Bundesstaat geschlossen werden, auch in anderen Bundesstaaten anerkannt. Eine Ausnahme hierzu waren gleichgeschlechtlichen Ehen; hier erlaubte es der Defense of Marriage Act von 1996, dass der Bund und die einzelnen Staaten zur Anerkennung dieser Ehen nicht verpflichtet sind. Da dieses Gesetz keinen Verfassungsrang hatte wie die Vorschrift über gegenseitiges Anerkenntnis von Verträgen, war umstritten, ob es verfassungskonform ist. Der Oberste Gerichtshof in den Vereinigten Staaten hob 2013 den Defense of Marriage Act auf. Seit Juli 2015 können infolge eines Urteils des Obersten Gerichtshofes, Obergefell v. Hodges, in allen US-Bundesstaaten legal Ehen zwischen gleichgeschlechtlichen Partnern eingegangen werden.
Viele Wirkungen der Ehe, z. B. bei der Veranlagung zur Bundeseinkommensteuer oder bei Migrationsfragen, werden vom Bund geregelt. Bis 1967 wurden Ehen zwischen Menschen unterschiedlicher Hautfarbe nicht in allen US-Bundesstaaten zugelassen. Mit Urteil vom 21. Juni 1967 hob der Oberste Gerichtshof der Vereinigten Staaten ein Gesetz des Staates Virginia auf (siehe Loving v. Virginia), das solche Ehen verboten hatte.
Vor der Eheschließung muss eine Heiratserlaubnis (marriage license) beantragt werden. Nur durch sie wird die Ehe gesetzlich anerkannt. In den USA kann die religiöse und die gesetzliche Zeremonie zur Eheschließung gleichzeitig stattfinden. Falls die Ehe von einem Geistlichen geschlossen wird, kann er gleichzeitig als Standesbeamter handeln und die Ehe damit auch rechtlich in Kraft setzen. Dies erfordert die Unterzeichnung der Heiratserlaubnis. Eine rein religiöse Zeremonie ist zulässig, hat aber keinerlei Rechtsfolgen.
Seit dem 19. Jahrhundert veranstalteten alternative Gruppierungen rechtlich nicht anerkannte Gruppenehen, alle erwachsenen Mitglieder heirateten sich (siehe Oneida). In noch jüngerer Zeit, nämlich zusammen mit der Herausbildung queerer und der bisexueller Gemeinschaften, entstand – beginnend in den USA und hier der Region um San Francisco – die Polyamorie-Subkultur, für dauerhafte nichtmonogame und einvernehmliche Liebesbeziehungen zwischen mehreren Partnern. Anhänger dieser Subkultur gibt es heute wahrscheinlich in allen west- und südeuropäischen Ländern.
Nach einer regulären Volkszählung im Jahre 2007 leben mehr als die Hälfte aller Frauen in den Vereinigten Staaten ohne Partner. Erstmals haben alleinerziehende und ledige Frauen ihre verheirateten Geschlechtsgenossinnen zahlenmäßig überholt. Nur noch in 49,7 Prozent der 111,1 Millionen amerikanischen Haushalte lebten 2007 verheiratete Paare mit und ohne Kinder, 2002 waren es noch 52 Prozent gewesen.

### Vereinigtes Königreich
Im Vereinigten Königreich haben Brautpaare neben der kirchlichen Trauung die Möglichkeit, zwischen zwei verschiedenen Arten der standesamtlichen Heirat zu wählen: der Marriage by certificate und der Marriage by license. Zivile und kirchliche Trauung haben im Vereinigten Königreich die gleiche rechtliche Bindungswirkung. Für England und Wales, Schottland und Nordirland gelten aber jeweils eigene rechtliche Regelungen, die sich in Details voneinander unterscheiden. Homosexuelle Paare dürfen in England und Wales seit April 2014 heiraten. Schottland folgte wenige Monate später.

### Israel
Israel ist einer der wenigen westlichen Staaten, die bis heute keine reine zivile Eheschließung erlauben. Hauptsächlich durch den Einfluss orthodox-jüdischer Parteien auf die Politik können Ehen dort ausschließlich vor Geistlichen der jeweiligen Religionsgemeinschaften geschlossen werden. Im Ausland staatlich geschlossene Ehen werden aber anerkannt; nicht wenige säkulare Israelis heiraten daher heute in Zypern, dem nächstgelegenen Land mit säkularer Eheschließung.

### Japan
Die Ehe war in Japan lange Zeit ein Bund, der das Fortbestehen der Familie (Linie) durch die Erzeugung von Stammhaltern sicherstellen sollte. Das individuelle Bedürfnis der Heiratenden spielte dabei eine untergeordnete Rolle. Daher war die Scheidung dieses Bündnisses, das im Wesentlichen einen Vertrag zum gegenseitigen Nutzen von Familien darstellt, vergleichsweise leicht möglich und häufig. Im 20. Jahrhundert war im Gegensatz dazu eine Scheidung aber auch mit sozialem Stigma verbunden. Diese Faktoren führten zu zeitweilig niedrigen Scheidungsraten.

### Saudi-Arabien
Die Personenstandsgesetzgebung Saudi-Arabiens basiert auf dem islamischen Gesetz, der Scharia. Die gleichgeschlechtliche Ehe ist in Saudi-Arabien wegen des Verbots der Homosexualität im Islam nicht erlaubt. Die Ehe wird nicht wie im Christentum als Sakrament verstanden, sondern als zivilrechtlicher Vertrag. Dieser Vertrag soll von Zeugen per Unterschrift bezeugt werden, und es muss eine gewisse Geldsumme („Mahr“) festgelegt werden, die von dem Mann an die Frau zu zahlen ist. In den frühen 1990er Jahren betrug der Wert eines durchschnittlichen Mahrs zwischen 25.000 und 40.000 Saudi-Riyal; gelegentlich kam es jedoch vor, dass Paare den Brauch des Mahrs gänzlich ablehnten und einen nominalen Betrag nutzten, um die formalen Bedingungen der saudischen Ehegesetze zu erfüllen. Der Ehevertrag kann auch bestimmen, dass die Mahr gestundet wird und erst zum Zeitpunkt der möglichen Scheidung zu zahlen ist, oder bestimmte andere Bedingungen festlegen, z. B. der Frau das Recht zusichern, sich scheiden zu lassen in dem Fall, dass der Mann eine weitere Frau heiratet. Bestehen solche oder ähnliche Vereinbarungen nicht, so obliegt nur dem Mann das Scheidungsrecht. Im Scheidungsfall verbleiben die Kinder bei ihrem Vater, so dass auf Wunsch des Mannes eine Mutter von ihren Kindern getrennt werden kann.

### Vatikanstadt
In der Vatikanstadt ist die Ehe ein seltener Personenstand, da die meisten Bewohner ehelos leben. Viele ausländische Paare möchten allerdings im Petersdom heiraten. Sie müssen vorher die entsprechenden Papiere vorlegen und mit dem Priester der Kirche, die für die jeweilige Auslandsgemeinde in Rom zuständig ist, ein Ehevorbereitungsgespräch führen (siehe Trauungsmesse). Scheidungen sind nach vatikanischem Recht unmöglich.

## Verwandte Themen
- Allgemein:
  - Heiratsregeln (geboten ↔ verboten): Exogamie ↔ Endogamie (Heirat nach außen / nach innen) · Anisogamie (Heirat unter Ungleichen): Hypergamie↔Hypogamie (Mann höherer Status / niedrigerer Status) ↔ Isogamie (Heirat unter Gleichgestellten): Konvenienzehe (zusammenpassende Herkunft) – Homogamie und Heterogamie (Partnerwahl nach Gleich-/Verschiedenartigkeit)
  - Frauentausch (Verbindung zweier Gruppen durch Überkreuz-Heirat): Berdel (türkisch) · Qarch Quda (usbekisch)
  - Heiratsalter (Statistik) – Unehelichkeit (Geburt außerhalb einer Ehe, Illegitimität) – Avunkulat (soziale Vaterschaft des Mutterbruders, Onkels)
- Hochzeit:
  - Heiratsmarkt (ländliche Volksfeste, Kontaktanzeigen, Singlebörsen) – Heiratskreis (räumlich und sozial begrenztes Umfeld) – Brautwerbung (Traditionen) – Kinderverlobung (Vorbereitung einer arrangierten Heirat) – Verlobung (Heiratsversprechen) – Brautpaar (Braut ⚭ Bräutigam) – Hochzeitsbräuche: Hochzeit (Trauung) – Brautentführung (Brauchtum) – Flitterwochen (Hochzeitsreise) – Schwägerschaft („eingeheiratete“ affine indirekte Verwandtschaft) – Eheberatung (Paartherapie) – Witwe, Witwer (überlebender Ehepartner)
  - Gabentausch: Brautpreis (von Mann an Brautfamilie) · Mitgift (Aussteuer von Brautfamilie an Braut) · Morgengabe (von Ehemann an Frau)
  - ehelicher Wohnsitz = Residenzregeln: ♀ matrilokal, uxorilokal, avunkulokal (am Ort der Ehefrau, ihrer Mutter, ihres Mutterbruders/Onkels) ↔ ♂ patrilokal, virilokal (am Ort des Ehemannes, seines Vaters) – neolokal (an einem neuen Ort) · bilokal (an beiden Orten) · ambilokal (frei wählbar) · natolokal (beide verbleiben in ihren Familien)
  - RechtKirchenrecht: Ehehindernis, Ehekonsens, Eheverbot – Ehebetrug (Eheerschleichung)
- Ehearten:
  - Monogamie (Einehe) → Bigamie (Doppelehe) → Polygamie (Vielehe): Polygynie (Vielweiberei) ↔ Polyandrie (Vielmännerei): Cicisbeismus (nigerianische Vielmännerei) – Punalua-Ehe (hawaiianische Gruppenehe)
  - Liebesheirat ↔ arrangierte Heirat (Heiratsvermittlung)
  - Cousinen ⚭ Cousins: Parallelcousinenheirat ↔ Kreuzcousinenheirat – Geschwisterehe – Verwandtenheirat (siehe Verwandtschaftskoeffizient)
  - Kinderheirat – Brautraub (Raubehe) – Kaufehe (Ehefrau als Magd des Mannes) – Zwangsheirat
  - nach Tod des Ehepartners: Levirat (Heirat des Schwagers) ↔ Sororat (Heirat der Schwägerin)
  - Josefsehe (enthaltsam) – Mutʿa-Ehe (islamische Zeitehe) – mystische Ehe: geweihte Jungfrauen (Anverlobung an Christus) – Geistehe (ghost marriage bei südsudanischen Nuer)
- Eheformen:
  - Halbheirat (Ehemann muss zuerst Brautdienst leisten) – Besuchsehe (Ehemann besucht Frau nur über Nacht) – offene Ehe (gemischte Beziehungen) – gleichgeschlechtliche Ehe, Verpartnerung (homosexuelle Verbindungen) – gemischtorientierte Ehe (Ehepartner mit unterschiedlicher sexueller Orientierung) – Scheinehe (rein formale Ehe zur Nutzung rechtlicher Vorteile)
- Eheähnliche Partnerschaftsformen:
  - wilde Ehe – Schrägstrichehe – Konkubinat – Kohabitation (Soziologie) – informelle Ehe (common-law marriage) Zum Thema „schlechte Ehen“:
 Marriage à-la-mode
 (Gemälde von William Hogarth, 1745)

 Geschichte

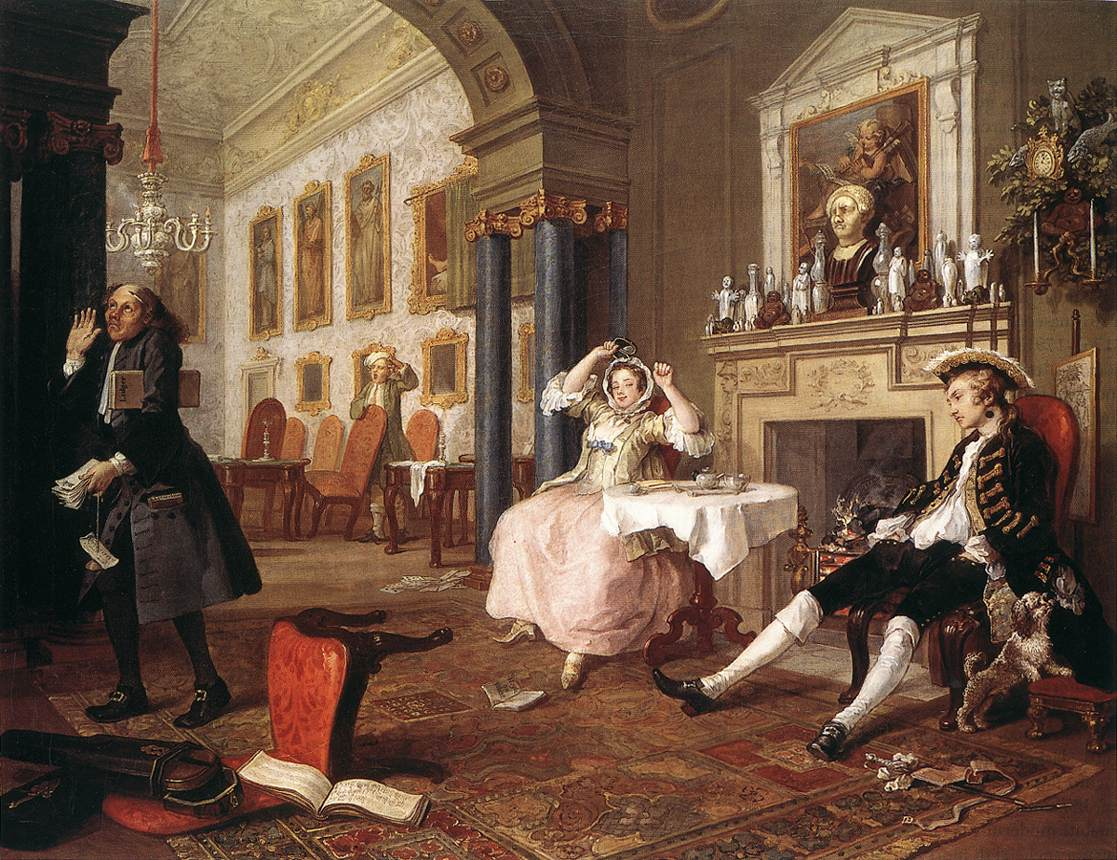
Zum Thema „schlechte Ehen“:
Marriage à-la-mode
(Gemälde von William Hogarth, 1745)

- Bundesrepublik: Golden Age of Marriage (Familiensoziologie: „Goldenes Zeitalter der Ehe“ in den 1950ern und 1960ern)
- Europa: Heiratspolitik (Strategien von Adels- und Herrscherfamilien) – Konnubium (Ehen zwischen Adel und Bürgertum) – morganatische Ehe („Ehe zur linken Hand“: Frau nicht ebenbürtig) – Handschuhehe (Trauung mit Stellvertreter eines Partners) – Ius primae noctis („Recht der ersten Nacht“: Grundherr verlangt Beischlaf mit neuverheirateter Untergebener, oder Geld)
- Mittelalter: Muntehe (Wechsel der Vormundschaft vom Vater der Braut zum Ehemann) – Kebsehe (unfreie „Nebenfrau“) – Winkelehe (heimliche Ehe) – Widerlage (Witwenabsicherung) – Wittum (Witwengut)
- Römisches Reich: Ehe im Römischen Reich (753 v. Chr. bis 7. Jahrhundert n. Chr.) – Matrimonium (lateinisch: Ehe) – Matrona (römische Ehefrau) – Conubium (Ehefähigkeit/Ehe) – Manusehe (aus der „Hand“ des Vaters in die „Hand“ des Ehemannes)
- Frühzeit: Heiratspraxis der altägyptischen Königshäuser (Ägyptologie: vor 4000 v. Chr. bis 395 n. Chr.)

## Ehe als Thema in der Literatur
Die Ehe und ihre spezifischen Probleme bilden ein Thema, das in der Weltliteratur häufig behandelt worden ist. Einige Beispiele (Romane, wenn nicht anders angegeben):
- Louise Aston: Aus dem Leben einer Frau (Deutschland 1847)
- E. Marlitt: Die zweite Frau (Deutschland 1874)
- Henrik Ibsen: Nora oder Ein Puppenheim (Drama, Norwegen 1879)
- Cilla Fechner: Einsam (Deutschland 1897)
- Sigrid Undset: Frau Marta Oulie (Norwegen 1907)
- Selma Lagerlöf: Anna, das Mädchen aus Dalarne (Schweden 1928)
- Daphne du Maurier: Rebecca (Vereinigtes Königreich 1938)
- Heinrich Böll: Und sagte kein einziges Wort (Deutschland 1953)
- Edward Albee: Wer hat Angst vor Virginia Woolf? (Drama, USA 1962)
- Marlen Haushofer: Die Mansarde (Österreich 1969)